# Nototriche ovalifolia
Nototriche ovalifolia är en malvaväxtart som beskrevs av Bénédict Pierre Georges Hochreutiner. Nototriche ovalifolia ingår i släktet Nototriche och familjen malvaväxter. Inga underarter finns listade i Catalogue of Life.